# Juan Crisóstomo Falcón
Juan Crisóstomo Falcón  (Jadacaquiva, Estado Falcón, Venezuela, 27 de enero de 1820 - Fort-de-France, Martinica, 29 de abril de 1870) fue un militar y político venezolano, que ejerció la Presidencia de los Estados Unidos de Venezuela entre 1863 y 1868. Junto a Ezequiel Zamora, el Mariscal Juan Crisóstomo Falcón lideró a los federalistas durante la Guerra Federal.

## Infancia
Fue hijo de Josefa Zavarce y José Ildefonso Falcón en el Hato de Tabe, cerca de Jadacaquiva. Estudió en el Colegio Nacional de Santa Ana de Coro.

## Formación militar
En 1848 ingresó al Ejército, participando en la defensa del gobierno de José Tadeo Monagas contra la revolución liderada por José Antonio Páez; al año siguiente fue nombrado comandante de armas de Maracaibo. En 1853 fue ascendido al grado de general y enfrentó a la revolución del coronel Juan Garcés en la península de Paraguaná, derrotándola en las batallas de La Salineta y Coduto. A continuación se trasladó a la provincia de Barquisimeto, para enfrentarse a otro jefe revolucionario, el general Juan Bautista Rodríguez, avanzando hacia Siquisique y Carora y capturando al general Clemente Fonseca, aliado de Rodríguez. En 1857 fue designado Jefe de Armas de la provincia de Barquisimeto y ascendido al cargo de General de División.

### Guerra Federal

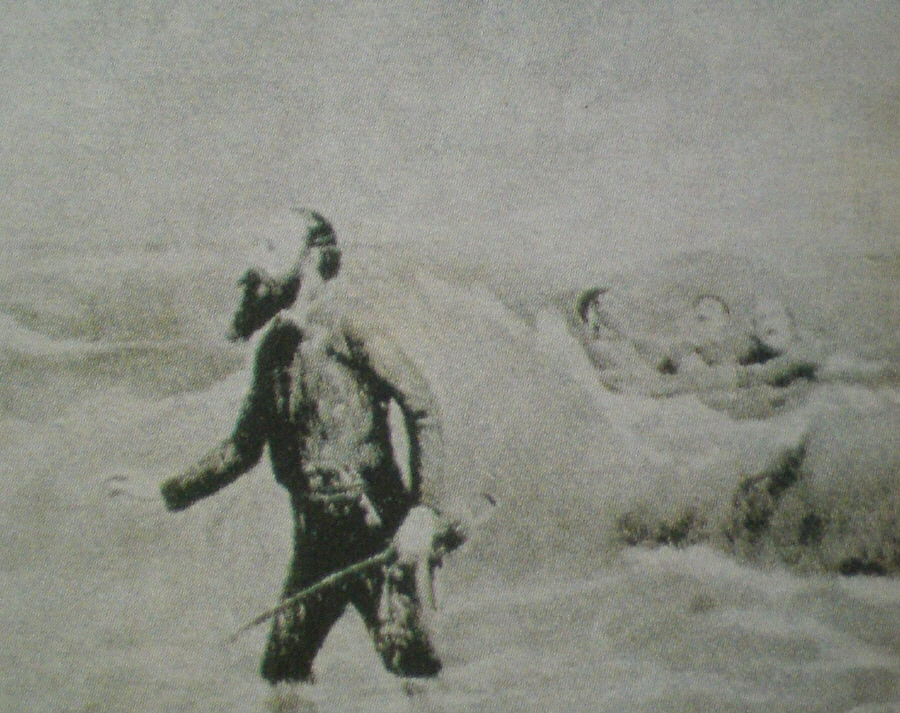
Desembarco de Juan Crisóstomo Falcón y Antonio Guzmán Blanco en Palma Sola.

Falcón se exilió en las islas de Bonaire y Curazao en 1858. Al triunfar la Revolución de Marzo se sanciona una nueva constitución el 31 de diciembre de 1858, y el 4 de enero de 1859 Julián Castro fue designado presidente interino hasta las próximas elecciones.[cita requerida]
No obstante, la situación de aparente tranquilidad fue alterada por el estallido de la Guerra Federal en Coro (20 de febrero de 1859). Mientras tanto Juan C. Falcón regresa en una exitosa invasión a Venezuela, que comienza en marzo de 1859 con el desembarco de Ezequiel Zamora en la Vela de Coro y culmina con su desembarco en Palma Sola el 24 de julio. Ante tales circunstancias, Castro, apoyado por grupos «oligárquicos», realizó una serie de maniobras políticas destinadas a mantenerlo en el poder directa o indirectamente.

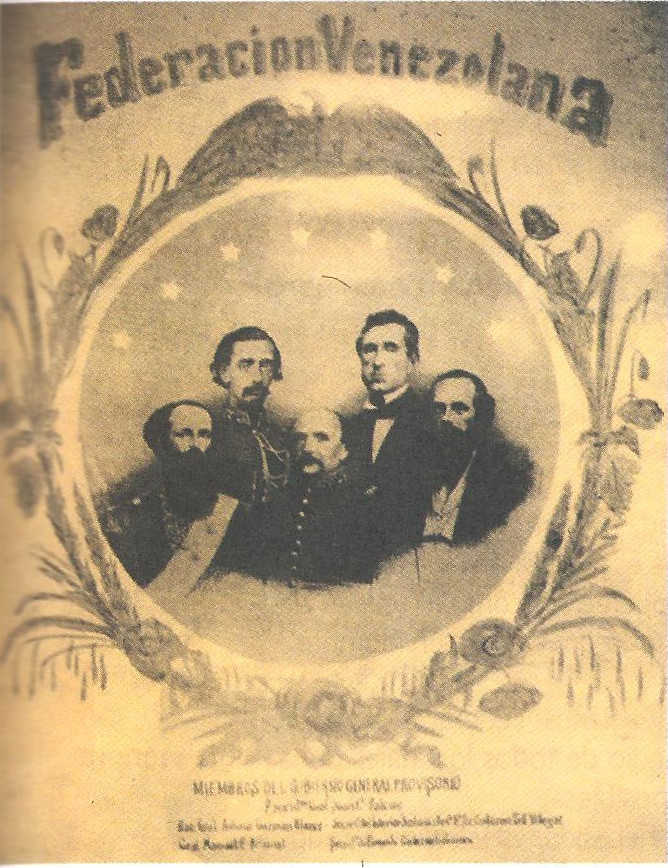
Afiche alusivo al gobierno provisional venezolano, tras el Triunfo de la Federación. Centro: Juan Crisóstomo Falcón, Izquierda: Antonio Guzmán Blanco, Derecha: Guillermo Tell Villegas. Atrás: Izquierda: Manuel Ezequiel Bruzual, Izquierda: Guillermo Iribarren.

Como consecuencia de la ambigua actitud de Castro ante los factores de poder (liberales y conservadores), los grupos conservadores optaron por derrocarlo el 1 de agosto de 1859, siendo sustituido por Pedro Gual.[cita requerida]
Tras la muerte del general Zamora en el sitio de San Carlos, Falcón y el general Manuel Ezequiel Bruzual (llamado el “Soldado sin miedo”) asumen la dirección militar de las fuerzas rebeldes federales.[cita requerida]
En la Batalla de Coplé librada el 17 de febrero de 1860, el general Falcón fue derrotado por los conservadores del general León de Febres Cordero. Fue junto a la previa Batalla de Santa Inés (9-10 de diciembre de 1859), el otro gran enfrentamiento de la Guerra Federal de Venezuela.
[cita requerida]
La batalla pudo terminar siendo la derrota definitiva de la rebelión federal, pero en cambio terminó siendo decisiva para el transcurso de la guerra, ya que los liberales se vieron obligados a pasar de una fase de enfrentamiento regular a una guerra de guerrillas que a la larga los llevó a la victoria.[cita requerida]

## Presidencia

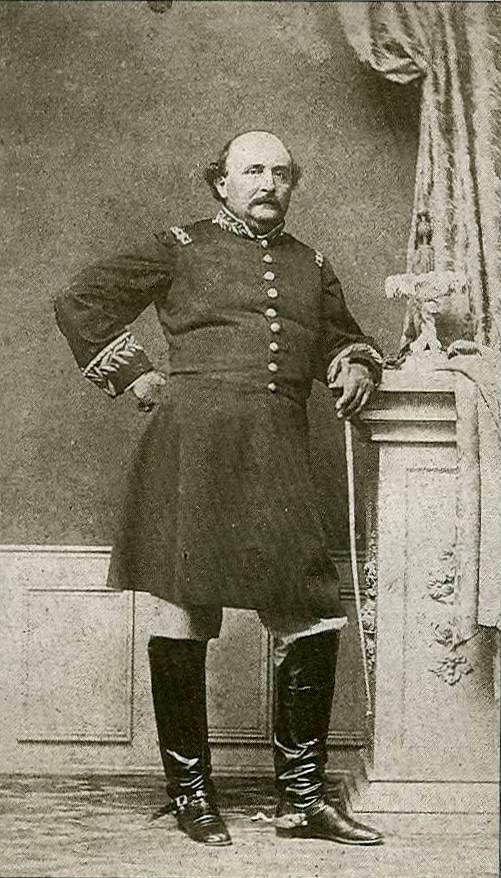
Juan Crisóstomo Falcón en 1863.

El 17 de junio de 1863 Falcón fue designado presidente provisional de la República por la Asamblea Constituyente de La Victoria. El 18 de agosto de ese mismo año firma el llamado Decreto de Garantías orientado a establecer los derechos del ciudadano, acabar con los odios políticos y afianzar la paz en el país. Eliminó la pena de muerte, la prisión por deudas y estableció la libertad de prensa, el libre tránsito y el voto universal para los Poderes Ejecutivo y Legislativo. También se decretó la construcción de obras públicas y caminos. Bajo la vigencia de la nueva Constitución venezolana de 1864, en octubre fue elegido Presidente Constitucional de Venezuela y ratificado como tal por el Congreso el 18 de junio de 1865.
 

Falcón asciende al poder en medio de un clima general de discordia. Se destaca la influencia que Antonio Guzmán Blanco ejerce sobre él. En muchas oportunidades, la renuencia que siente de residir en Caracas, lo hace recurrir a varios presidentes encargados entre los cuales se cuentan: Guzmán Blanco, León Colina, Miguel Gil y Manuel Ezequiel Bruzual. El 21 de mayo de 1867 reforma el Código Civil de Venezuela. 

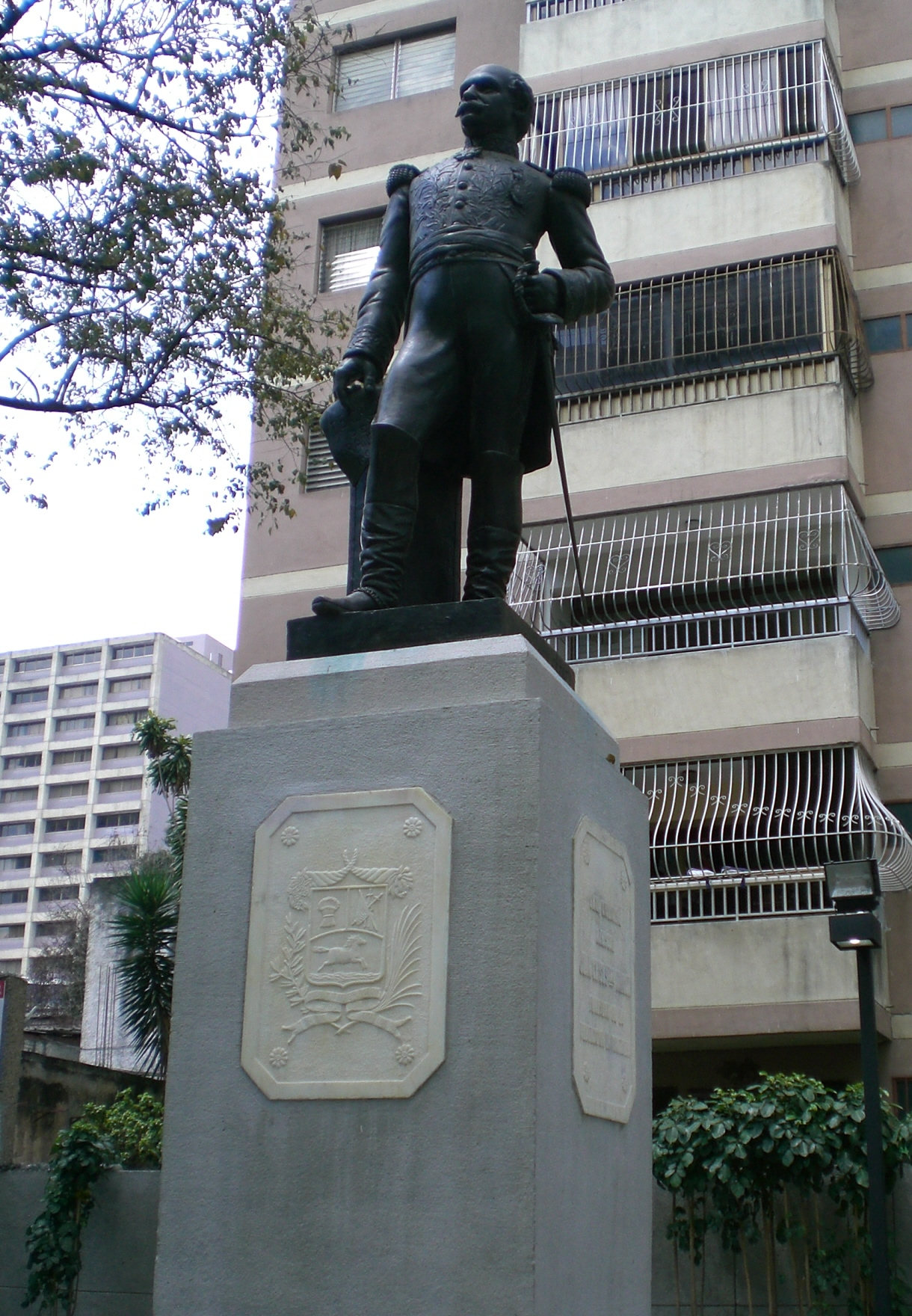
Estatua del Mariscal Falcón en la Plaza de Las Mercedes de Caracas

Debido a la cada vez más represiva administración central, las convulsiones internas y los desórdenes en varios estados originan el estallido de nuevos conflictos. Los grupos de insurrectos empezaron a expandirse por todo el país en 1867, principalmente tras el encarcelamiento del general Manuel Ezequiel Bruzual. Ello llevó a una alianza entre liberales y conservadores para ganar fuerzas como oposición.
Su presidencia estuvo signada tanto por su frágil salud como por su debilidad política.
El 30 de abril de 1868, renunció a la presidencia y la asume el general Manuel Ezequiel Bruzual. En principio, se disponía a estar al frente del ejército para enfrentar la situación, pero de pronto resolvió irse a Coro el 4 de mayo y retirarse para siempre de la escena pública. Lo hizo con una proclama que, dado su contenido, revela que no entendía cabalmente lo que estaba ocurriendo, ya que creía que la revolución que estaba en marcha estaba dominada por las fuerzas del Gobierno, y que su retirada servía para despejar el camino del entendimiento. Era al revés: las revoluciones dominaban cada vez más territorio, y el Gobierno estaba cada vez más acorralado por las fuerzas enemigas.

## Fallecimiento
Pocos meses después, con el triunfo de la Revolución Azul sale al exilio en septiembre de 1868 dejando tras de sí una situación caótica. Sufrió una enfermedad incurable, cáncer en la laringe y viaja a Panamá, Nueva York, España, Francia, Bélgica, Alemania, Suiza e Italia. Pretendió emprender su regreso en 1870, justo cuando la muerte le sorprendió.[cita requerida] Su última exhalación tuvo lugar en el hotel Toulouse de Fort de France  en Martinica, aquejado de un cáncer de laringe, y actualmente sus restos mortales reposan en el Panteón Nacional.